# Теорія несучої лінії
Теорія несучої лінії Ланчестера–Прандтля  — це математична модель в аеродинаміці, яка дозволяє визначати розподіл підіймальної сили вздовж розмаху тривимірного крила, виходячи з його геометрії.  Ця теорія була сформульована незалежно двома науковцями:  Фредеріком В. Ланчестером у 1907 році  та Людвігом Прандтлем у 1918–1919 роках  після його спільної роботи з Альбертом Бецом і Максом Мунком . 
Згідно з цією моделлю, вихор, "прив’язаний" до крила, формується по всій його довжині, а не тільки на кінцях. Це відбувається тому, що вихор сходить з крила у вигляді вихрової поверхні, яка відривається уздовж усієї задньої кромки, а не тільки у вигляді окремого вихору на кінчиках крила.  

## Вступ

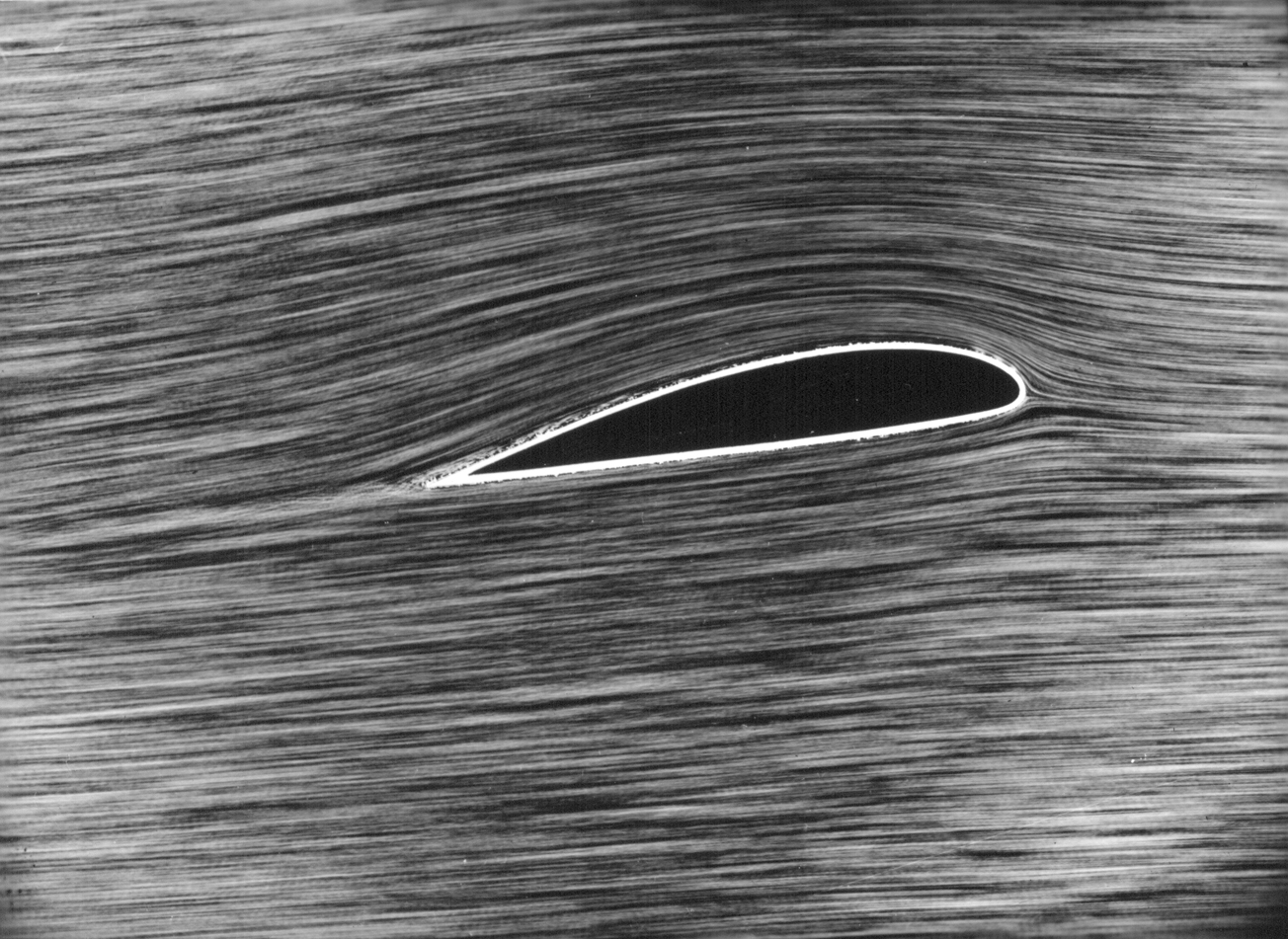
Профілі крил у двовимірному потоці є простішими для аналізу та розуміння, однак вони не описують повністю поведінку реальних тривимірних крил скінченного розмаху

Аналітично передбачити загальну величину підйомної сили, яку створює крило певної геометрії, досить складно. Тому традиційним підходом при аналізі реальних тривимірних крил є поділ крила на окремі поперечні зрізи та їх незалежний аналіз у двовимірному середовищі. Кожен такий зріз називають аеродинамічним профілем. Аналіз аеродинамічного профілю є значно простішим, ніж аналіз усього тривимірного крила, оскільки дозволяє окремо розглянути його аеродинамічні характеристики без урахування складних тривимірних ефектів. Саме цей підхід і лежить в основі спрощення аналізу складних тривимірних конструкцій крила.
Може здатися, що визначення підйомної сили для всього крила зводиться до простого підсумовування сил, обчислених окремо для кожного його поперечного зрізу. Однак таке припущення є суттєво некоректним. На реальному крилі підйомна сила на кожній малій ділянці сильно залежить від руху повітря навколо сусідніх ділянок. Тому неможливо отримати точну картину лише через суму незалежних двовимірних розрахунків.

Саме тут на допомогу приходить теорія несучої лінії (lifting-line theory). Вона частково усуває похибки, характерні для простого двовимірного аналізу, завдяки тому, що враховує взаємодію між окремими сегментами крила. Іншими словами, теорія несучої лінії дає можливість більш точно описати вплив тривимірних ефектів, які виникають у потоці навколо крила кінцевого розмаху, та отримати реалістичніші результати.

Нереалістичний розподіл підйому, який нехтує тривимірними ефектами
Спостережуваний розподіл підіймальної сили вздовж трапецієподібного крила скінченного розмаху

## Принцип і виведення
Теорія несучої лінії розглядає крило як довге і вузьке, при цьому вплив фюзеляжу вважається незначним. Вона описує крило як тонку умовну лінію (ту саму «несучу лінію»), довжина якої дорівнює розмаху крила 2s, що рухається у повітряному потоці. 
Згідно з теоремою Кутта–Жуковського, підйомна сила L(y), що діє на двовимірний сегмент крила, розташований на відстані y від центральної лінії (умовного фюзеляжу), пропорційна циркуляції Γ(y) навколо цієї лінії в точці y. 
Коли літак перебуває в нерухомому стані на землі, циркуляції навколо всіх сегментів однакові. Але як тільки він починає рухатися, ці циркуляції починають змінюватися вздовж розмаху крила. Відповідно до теорем Гельмгольца, поява такої змінної вздовж крила циркуляції призводить до утворення позаду крила вихрового сліду (вихрових ниток), інтенсивність якого відповідає локальним змінам циркуляції на самому крилі.
Саме ця вихрова структура, що сходить з крила, формує складну картину реального потоку, пояснюючи зменшення ефективності крила через індуктивний опір. 
| |
| Розподіл підіймальної сили вздовж крила можна змоделювати за допомогою поняття циркуляції, що описує вихровий рух повітря навколо профілю. |

| |
| При будь-якій зміні циркуляції (а отже, і підіймальної сили) уздовж розмаху крила, за крилом утворюється вихорова система у вигляді так званого підківоподібного вихору (horseshoe vortex), яка йде в потік позаду крила. |

У теорії несучої лінії вважається, що створений вихор залишається «прив'язаним» до крила. Це означає, що він не відривається одразу, а поширюється вздовж його розмаху, змінюючи ефективний вертикальний кут набігаючого повітряного потоку. Така зміна кута призводить до того, що реальний кут атаки кожної ділянки крила відрізняється від геометричного, впливаючи таким чином на розподіл підіймальної сили та загальну ефективність крила.
|                                                                                           |
| Вихор, що сходить з крила, можна змоделювати у вигляді розподілу вертикальних швидкостей. |

| |
| Ця вихрова структура створює додатковий вертикальний рух повітря — спрямований догори (upwash) або вниз (downwash), залежно від конкретної зони крила. |

Вертикальна швидкість, яка індукується вихровою лінією з інтенсивністю γ на повітря на відстані r, дорівнює γ⁄4πr. Відповідно, вся вихрова система крила створює вертикальний рух повітря у вільному потоці, який у точці y визначається за допомогою інтеграла: {\displaystyle w(y)=\int _{-s}^{s}{\frac {d\Gamma ({\tilde {y}})}{4\pi (y-{\tilde {y}})}},} де інтеграл розуміється у сенсі головного значення за Коші (Cauchy principal value).
Цей індукований вертикальний рух повітря змінює ефективний кут атаки в кожній точці крила. Якщо відомо, як змінюється циркуляція аеродинамічних профілів, що формують крило, при різних кутах атаки, то, використовуючи цей вираз, можна отримати інтегральне рівняння для визначення розподілу циркуляції Γ(y) вздовж усього крила.
Формально існує певний кут орієнтації, при якому аеродинамічний профіль у точці y не створює підйомної сили — це так званий нульовий кут підйому. Якщо потік рухається з кутом атаки α відносно цього нульового кута, то профіль починає створювати циркуляцію. Для малих кутів атаки α, розклад Тейлора дозволяє наближено виразити циркуляцію як: V⋅∂C⁄∂α(y,0)⋅α, де C(y,α) — циркуляція, яку створює профіль у точці y, а V — швидкість набігаючого потоку. Якщо профіль ідеальний і має хорду c(y), то теорія прогнозує:{\displaystyle C(y,\alpha )=2\pi c(y)\sin(\alpha ){\text{,}}} хоча реальні профілі можуть бути менш ефективними через втрати та в'язкість.
Якщо потік підходить до профілю в точці y під кутом α(y) (який може змінюватися вздовж крила), то навіть у рівномірному потоці кожна точка крила може мати свій локальний кут атаки. За наближенням для малих кутів атаки, ефективний кут атаки в точці y визначається як: α(y)+w(y)⁄V, де w(y) — індукована вертикальна швидкість (від вихорової системи), яка змінює кут набігаючого потоку. Таким чином, поєднуючи ці рівняння, можна описати, як розподіляється циркуляція (а отже, і підіймальна сила) по всій довжині крила:
| {\displaystyle {\begin{aligned}\Gamma (y)&=V\cdot {\frac {\partial C}{\partial \alpha }}(y,0)\left(\alpha (y)+{\frac {w(y)}{V}}\right)\\&=\partial _{\alpha }C(y,0)\left(V\alpha (y)+{\frac {1}{4\pi }}\int _{-s}^{s}{\frac {\Gamma '({\tilde {y}})\,dy}{y-{\tilde {y}}}}\right){\text{.}}\end{aligned}}} | \| \| \| \| \| \| \| \| | (Шаблон:EqRef) |
| |                         |                |
| |                         |                |

Усі величини в цьому рівнянні, окрім швидкості потоку V та циркуляції Γ, є геометричними характеристиками крила. Тому інженер, маючи задану швидкість V, у принципі може обчислити розподіл циркуляції Γ(y). Як і в теорії тонкого профілю, типовий підхід полягає в тому, щоб розкласти Γ(y) у ряд Фур’є вздовж розмаху крила й обмежитися лише першими кількома членами цього ряду.   
Коли швидкість V, циркуляція Γ(y) та густина повітря ρ відомі, можна обчислити підйомну силу, яку створює крило. При цьому вважається, що кожен сегмент профілю створює свою частку підіймальної сили згідно з локальною циркуляцією: {\displaystyle L=\rho V\int _{-s}^{s}{\Gamma (y)\,dy}}. 
Аналогічно, індуктивний опір визначається як сумарний внесок усіх сегментів крила з урахуванням локального кута атаки  α(y): {\displaystyle D=\rho V\int _{-s}^{s}{\Gamma (y)\alpha (y)\,dy}{\text{.}}}
На основі цих величин, а також знання відношення подовження крила AR, можна обчислити коефіцієнт ефективності розмаху e, що характеризує, наскільки ефективно крило створює підйомну силу при заданому опорі:{\displaystyle e={\frac {1}{\pi \mathrm {A\!R} }}\cdot {\frac {L^{2}}{\rho VD}}}.   
Цей коефіцієнт часто застосовується в аеродинаміці для оцінки аеродинамічної якості крила — чим ближче значення e до 1, тим менші втрати на індуктивний опір і тим ефективніше крило.

## Вплив керуючих поверхонь
Відхилення керуючих поверхонь (рульових елементів) змінює форму окремих зрізів профілю крила, що може змінити кут, при якому профіль не створює підйомної сили (angle-of-no-lift), а також реакцію профілю на зміну кута атаки. Такі зміни не потребують істотного переписування теорії — достатньо оновити похідну ∂αC(y,0) та функцію α(y) у рівнянні (1).
Однак, якщо об’єкт рухається нестандартно — наприклад, крило обертається (як у літака, що виконує крен, або птаха, що махає крилами) — виникає вертикальний компонент швидкості через зміну орієнтації крила. У класичній теорії несучої лінії це з'являється як додатковий член, який часто ігнорується.

### Крила, що обертаються (Rolling wings)
Коли літак виконує обертання з кутовою швидкістю p навколо фюзеляжу, профіль у точці y зазнає вертикального переміщення зі швидкістю py. Це еквівалентно збільшенню ефективного кута атаки на величину py⁄V.
Відповідно, рівняння циркуляції приймає вигляд:{\displaystyle \Gamma (y)=\partial _{\alpha }C(y,0)\left(V\alpha (y)+py+{\frac {1}{4\pi }}\int _{-s}^{s}{\frac {\Gamma '({\tilde {y}})\,dy}{y-{\tilde {y}}}}\right){\text{,}}}Цей ефект впливає як на підйомну силу, так і на індуктивний опір. У випадку з махаючими крилами (наприклад, у птахів або БПЛА), саме ця «сила опору» виконує роль основного джерела тяги.

## Еліптичні крила
Найвища ефективність e = 1 досягається теоретично у крила з еліптичною формою розмаху, без скручування. У цьому випадку: {\displaystyle {\begin{aligned}y&=s\cos \theta \\c(y)&=\mathrm {A\!R} \,s\sin \theta {\text{,}}\end{aligned}}} де θ – допоміжна змінна вздовж розмаху крила. Для такого крила індуктивний опір мінімальний, і коефіцієнт індуктивного опору визначається як: {\displaystyle C_{D_{induced}}={\frac {C_{L}^{2}}{\pi A\!R}}}. Однак, згідно з теорією несучої лінії, будь-яке крило (незалежно від форми) може досягти аналогічної ефективності, якщо правильно змінювати кут установки профілів (twist) уздовж розмаху, тобто виконати змінне скручування крила відносно фюзеляжу. 

## Обмеження
Теорія несучої лінії має низку обмежень і спрощень, які слід враховувати. Вона не враховує:
- стиснення повітря крилами (тобто не застосовується при високих швидкостях, де виникають компресійні ефекти),
- в’язкий характер течії в прикордонному шарі фюзеляжу,
- складні форми крил, зокрема стрілоподібні, короткі або з малим відношенням подовження.

Крім того, теорія передбачає рівноважну течію — тобто, вона не описує ситуації, коли тіло швидко змінює швидкість або маневрує (наприклад, при різкому прискоренні відносно повітряного потоку).
Таким чином, lifting-line theory є ефективною лише для довгих, прямих і тонких крил у сталому (стаціонарному) русі при дозвукових швидкостях, де можна знехтувати ефектами стисливості, нестаціонарності й в’язкості.

## Дивіться також
- Підковоподібний вир
- Стан Кутта
- Теорія тонкого профілю
- Метод вихрової решітки
- Рівняння Ейлера (динаміка рідини)